# فرانچسکو پومی
فرانچسکو پومی (زاده ۵ ژانویه ۱۹۰۵ – درگذشته ۲۲ مه ۱۹۸۴)، مدافع ایتالیایی بود.